# Trupanea crassipes
Trupanea crassipes är en tvåvingeart som först beskrevs av Thomson 1869.  Trupanea crassipes ingår i släktet Trupanea och familjen borrflugor.
Artens utbredningsområde är Hawaii. Inga underarter finns listade i Catalogue of Life.